# Tunnel Serra Spiga
Le tunnel Serra Spiga (Galleria Serra Spiga en italien) est un tunnel bitube monodirectionnel à double voie emprunté par l'autoroute A2, à hauteur de la ville de Cosenza, dans la région de Calabre, en Italie.

## Histoire
Un unique tunnel est mis en service en 1968 lors de la construction de l'autoroute A3, entre le km 258.300 et le km 258.828, près de l'échangeur autoroutier de Cosenza.
Dans le cadre de la rénovation de l'autoroute A3, renommé dorénavant A2 Autostrada del Mediterraneo, les travaux prévoient le percement d'un second tunnel, destiné à résoudre les problèmes de circulation de la jonction de Cosenza, l'agrandissement et la modernisation du tunnel existant afin de permettre la mise en place d'une voie d'arrêt d'urgence. Le forage du tunnel de la chaussée sud s'achève le 8 juin 2004, pour une mise en circulation partielle le 22 juillet. L'ouverture du tube sud du tunnel Serra Spiga permet en effet d'éliminer la déviation actuelle sur la chaussée nord, du fait de la présence du chantier, qui obligeait les utilisateurs à se déplacer sur une seule voie.
Le 28 juillet 2005, le tunnel nord d'origine est à son tour rouvert à la circulation, achevant ainsi les travaux du tronçon et de l'échangeur autoroutier de Cosenza.